# Leonardo Prencipe
(Renato Galbusera)»
Leonardo Prencipe (Manfredonia, 1985) è un pittore italiano.

## Formazione[1]

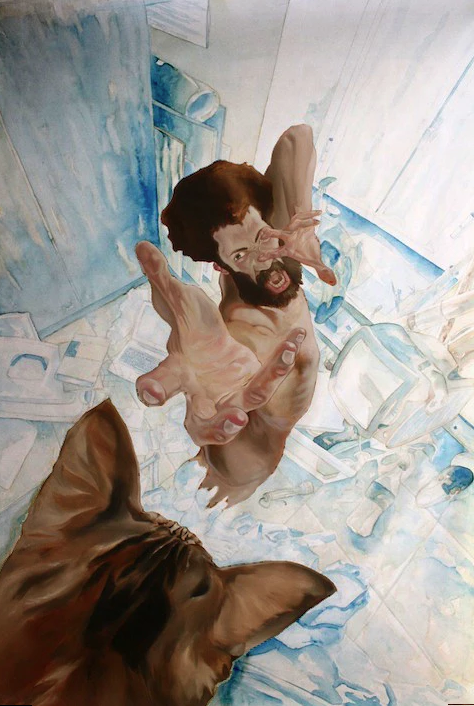
Tra Artificio e NaturaTecnica. Tecnica mista su tela, 2013

Studia pittura all’Accademia di Belle Arti di Bologna, nel corso di Bruno Benuzzi, esponente del movimento artistico Nuovi-nuovi. Nel frattempo frequenta un corso di fumetto e illustrazione presso l’Associazione Giardini Margherita, venendo in contatto con grandi realtà del fumetto internazionale. Interrompe gli studi in accademia e si trasferisce a Chieti per diplomarsi nel corso di Fumetto presso la Scuola Internazionale di Comics di Pescara. Nel 2010 si trasferisce a Milano, dove riprende gli studi all’Accademia di Belle Arti Acme, frequentando il corso di pittura di Bernardino Luino. Conclude il suo percorso formativo all’Accademia di Brera, dove studia con Renato Galbusera e si laurea con il massimo dei voti. Nel 2016 si aggiudica il Premio Ghiggini Arte e tiene una mostra personale, dal titolo Retaggi VA 511 16, nell'omonima Galleria di Varese.

## Premi e riconoscimenti
- 2016 1º classificato al “Premio GhigginiArte XV”[2][4]
- 2014 2º classificato al “Premio Paola Occhi”[5]
- 2013 Premio rappresentanza al “XXI Premio G. D'Annunzio”[6]
- 2013 1º classificato alla Biennale “Premio Emilio Gola” - sezione acquerello;[7]
- 2010 1º classificato al concorso “Coop for words” e relativa pubblicazione;[8]
- 2009 1º classificato al concorso di fumetto “MOMArt story”;[9][10]

- 2003 1º classificato al concorso bando dell’Accademia di Belle Arti di Foggia.[11]